# ازدواج بنفش

گاثری مک‌کلینتیک و کاترین کورنل که طبق گزارش‌ها ازدواج بنفش داشته‌اند.

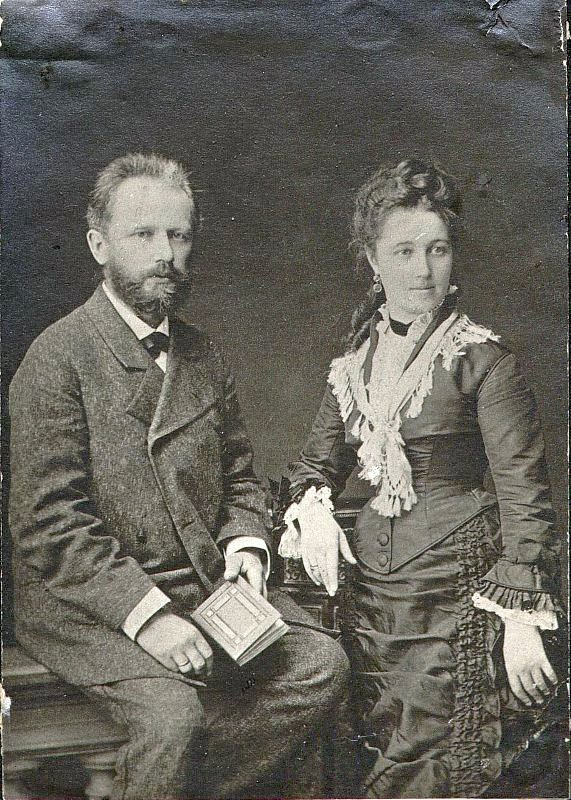
چایکوفسکی و یکی از همسران او در ماه عسل در سال ۱۸۷۷

ازدواج بنفش نوعی ازدواج مصلحتی و معمولاً ازدواج بدون وصال است که زن یا شوهر تمایلات معمول جنسی را ندارند، مثلاً تراجنسی هستند.

ازدواج‌های کوتاه مدت چایکوفسکی را نیز می‌توان با عنوان ازدواج بنفش توصیف کرد.